# Around My Heart
«Around My Heart» (с англ. — «Вокруг моего сердца») — песня, записанная немецкой певицей Сандрой для её третьего студийного альбома Into a Secret Land. Она была написана Хубертом Кеммлером, Маркусом Лёром, Сёром Отто’с, Франком Петерсоном и Клаусом Хиршбургером, а спродюсирована Михаэлем Крету.
Песня была выпущена как четвёртый сингл из альбома весной 1989 года и вошла в первую двадцатку хит-парадов Германии и Швейцарии. Она также достигла 12-го места в немецком радиочарте.
Режиссёром клипа выступил Булле Бернд. Клип был выпущен на VHS-издании сборника Сандры 18 Greatest Hits в 1992 года, а также на DVD 2003 года The Complete History.
В 1999 году ремикс на эту песню был выпущен на сборнике Сандры My Favourites. Этот трек был снова ремикширован для её сборника Reflections 2006 года и выпущен в качестве промо-радиосингла в Польше, где он вошёл в первую пятёрку.

## Варианты издания
7" сингл
A. «Around My Heart» (Single Version) — 3:11
B. «Around My Drums» (Instrumental) — 3:13
12" макси-сингл
A. «Around My Heart» (Extended Version) — 6:02
B1. «Around My Drums» (Instrumental) — 3:13
B2. «Around My Heart» (Single Version) — 3:11
CD-макси-сингл
1. «Around My Heart» (Single Version) — 3:11
2. «Around My Heart» (Extended Version) — 6:02
3. «Around My Drums» (Instrumental) — 3:13

## Чарты

### Еженедельные чарты
| Чарт (1989)                                  | Высшая позиция |
| -------------------------------------------- | -------------- |
| Австрия (Ö3 Austria Top 40)                  | 23             |
| Германия (Airplay-Charts)                    | 12             |
| Германия (GfK)                               | 11             |
| Европейский союз (Eurochart Hot 100 Singles) | 44             |
| Франция (SNEP)                               | 28             |
| Швейцария (Schweizer Hitparade)              | 19             |
| Чарт (2006)                                  | Высшая позиция |
| Польша (LP3)                                 | 5              |

### Годовые чарты
| Чарт (1989)                   | Позиция |
| ----------------------------- | ------- |
| Германия (Offizielle Top 100) | 82      |